# Anza, Kalifornien
Anza är en ort i Riverside County i delstaten Kalifornien, USA.